# 彭有義
彭有義，祖籍不詳、生卒不詳，清朝政治人物。
順治年間，擔任陝西延安府知府。順治五年，任河東陝西都轉運鹽使司運使。次年，任陝西布政使司參政、陝西按察使司僉事、榆林兵備道。順治九年，升任陝西按察使。順治十一年，改陝西右布政使、山西左布政使。順治十七年，任河南巡撫、右副都御史。